# Józef Tusk
Józef Tusk (ur. 23 marca 1907 w Emaus, zm. 12 czerwca 1987 w Sopocie) – polski urzędnik kolejowy i lutnik. Wojenne losy Józefa Tuska, a w szczególności kwestia wcielenia do Wehrmachtu, stały się podstawą do wywołania czarnego PR wobec jego wnuka, Donalda Tuska, podczas prezydenckiej kampanii wyborczej w 2005. 

## Życiorys

### Okres przedwojenny
Urodził się 23 marca 1907 w Emaus (obecnie część Gdańska) w robotniczej, katolickiej rodzinie Józefa i Augustyny z domu Adamczyk. Miał pięcioro rodzeństwa. W dzieciństwie stracił ojca i był wychowywany przez matkę.
W 1921 ukończył szkołę powszechną w Gdańsku, a od 1924 do 1925 kształcił się na wieczorowych kursach malarstwa artystycznego. Według jego późniejszej relacji – jako Polacy – nie mieli z rodziną dobrych warunków życia w Wolnym Mieście Gdańsku.
Podjął pracę w Poczcie Polskiej. Od 1926 do 1939 był pracownikiem w Polskich Kolejach Państwowych, m.in. na stanowisku telegrafisty kolejowego na dworcu głównym. Działał w polskich organizacjach w Gdańsku. Po latach został wymieniony w gronie kolejarzy-członków formacji dywersyjnych, przygotowywanych przez Oddział II SG WP do działań w przypadku wojny.
Jego pasja związana z wykonywaniem skrzypiec zaczęła się od otrzymania prostego modelu tego instrumentu, gdy miał pięć lat. Początkowo próbował na nich grać samodzielnie. W wieku młodzieńczym zajmował się majsterkowaniem i modelarstwem lotniczym. W okresie międzywojennym zajął się lutnictwem, wpierw od lat 20. jako samouk. W wieku 15 lat wykonał samodzielnie pierwszy model skrzypiec. Kilka lat później poznał znanego gdańskiego lutnika Emila Neumanna, prezentując mu wykonaną przez siebie kopię XVII-wiecznego modelu skrzypiec Steinera. Doceniony przez niego od 1934 działał u jego boku.

### II wojna światowa
Po wybuchu II wojny światowej 1 września 1939 został aresztowany przez Gestapo. Został wysłany na roboty przymusowe, przebywał w obozie w Nowym Porcie, od 19 marca 1940 był osadzony w niemieckim obozie koncentracyjnym Stutthof (pracował tam przy budowie baraków; na jednej z zachowanych drewnianych tabliczek znalezionych w tym obozie odkryto podpis J. Tusk 24 września 1939), a potem także w Neuengamme (numer obozowy 5939), w którym przebywał do 26 sierpnia 1942. Został zwolniony ze względu na nieprzydatność do pracy. Najpóźniej pod koniec 1943 powrócił do żony i dzieci w Gdańsku.
Zgodnie z dekretem Hitlera z 1 września 1939 obywatele Wolnego Miasta Gdańska stali się automatycznie obywatelami Niemiec. Wobec ponoszenia przez III Rzeszę strat na froncie wschodnim zapadła decyzja o wcielaniu ludności kaszubskiej do Wehrmachtu, w związku z czym Józef Tusk 2 sierpnia 1944 został powołany do tego wojska. Według relacji jego najstarszej córki Eleonory Gurkowskiej oraz zgodnie z niemieckimi dokumentami był żołnierzem jednostki o nazwie 328. Grenadier-Ersatz-und Ausbilldungsbatallion (328. Zapasowy Batalion Szkolny Grenadierów) i wraz z nią stacjonował w Akwizgranie (jednostka odpowiadała za pobór, szkolenie rezerw wojsk lądowych oraz uzbrojenie). W szeregach Wehrmachtu pozostawał do października 1944. Od 24 listopada 1944 był żołnierzem Polskich Sił Zbrojnych na Zachodzie. W życiorysie z 1975 stwierdził, że w okresie od 26 sierpnia 1944 do 5 marca 1945 pracował przy kopaniu okopów.

### Okres powojenny

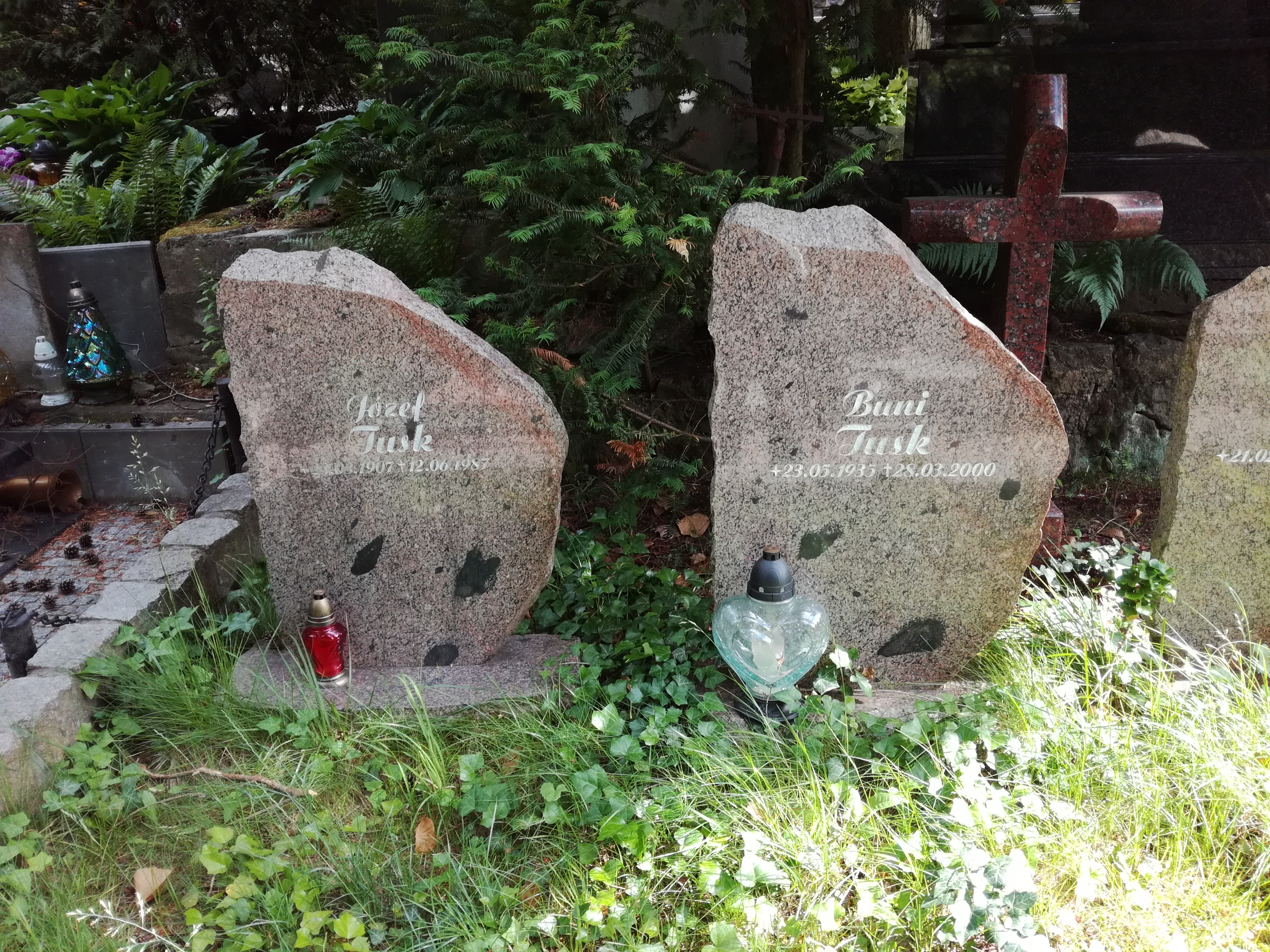
Grób Józefa Tuska na cmentarzu katolickim w Sopocie

Po zakończeniu wojny, przez Szczecin 15 października 1945 przybył do Gdańska. Od tego roku do 1948 ponownie był pracownikiem PKP. Wraz z rodziną zamieszkał w Sopocie przy ulicy 20 października. W 1949 założył pracownię lutniczą w Sopocie. W 1955 przystąpił do Związku Polskich Artystów Lutników. Wykonał około 150 skrzypiec, 10 altówek, 12 gitar oraz wiolonczelę. W 1955 został laureatem I Krajowego Konkursu Lutniczego. Brał udział w międzynarodowych konkursach. W jego mieszkaniu, stanowiącym zarazem pracownię, spotykali się artyści muzycy i plastycy.
Zmarł 12 czerwca 1987 w Sopocie. Został pochowany na cmentarzu katolickim w Sopocie 17 czerwca 1987 (kwatera D2-19-10).
Był żonaty z Julianną z d. Jeżewską (1904–1970, ślub: 27 czerwca 1929, Gdańsk), z którą miał sześcioro dzieci: Jana, Donalda (1930–1972), Eleonorę (1932–2019, po mężu Gurkowska), Ewę (1934–), Bronisława (1935–2000, rzeźbiarz), Rajmunda (1936–2016).

## Odniesienia

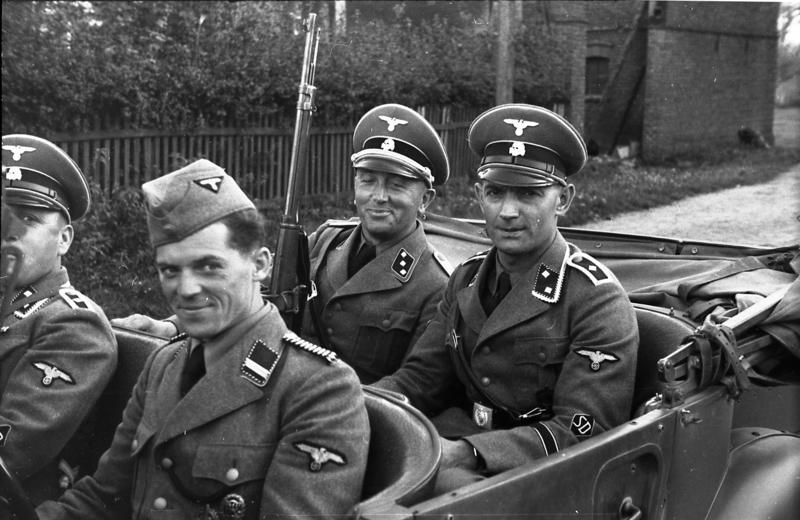
Do dyskredytowania Donalda Tuska z powodu służby jego dziadka w Wehrmachcie często wykorzystywana jest powyższa fotografia. Przedstawia ona członków Einsatzgruppen podczas akcji aresztowania Żydów we wrześniu 1939 r. na terenie okupowanej Polski. Rzekomo jedną z osób na zdjęciu miałby być Józef Tusk. W rzeczywistości był on w tym czasie aresztowany przez Gestapo.

Wcielenie Józefa Tuska przez Niemców do Wehrmachtu w czasie II wojny światowej stało się podstawą do wywołania czarnego PR wobec jego wnuka, Donalda Tuska, podczas prezydenckiej kampanii wyborczej w 2005. Wówczas Jacek Kurski (przedstawiciel konkurencyjnego kandydata na urząd prezydenta RP, Lecha Kaczyńskiego) stwierdził, że poważne źródła na Pomorzu mówią, że dziadek Donalda Tuska zgłosił się na ochotnika do Wehrmachtu. Wcześniej Kurski wynajął niemiecką kancelarię adwokacką w celu poszukiwania informacji w tym zakresie.
Podobny ruch propagandowy wykonały w kwietniu 2020 na Węgrzech media zależne od Viktora Orbána. Za rozpowszechnianie czarnego PR-u tym razem odpowiadała agencja prasowa powiązana z Árpádem Habonym, nieoficjalnym spin doktorem i architektem kampanii propagandowych Orbana.

## Odznaczenia
- Medal Zwycięstwa i Wolności 1945 (1946)[2]
- Odznaka „Zasłużony Działacz Kultury” (1979)[2]